# Останній наказ
Останній наказ (англ. The Last Command) — американська військова мелодрама режисера Джозефа фон Штернберга 1928 року. Фільм одержав премію «Оскар» за найкращу чоловічу роль та був номінований на найкращий оригінальний сценарій.

## Сюжет
У 1928 році в Голлівуді режисер Лев Андрєєв переглядає фотографії акторів для нового фільму. Дійшовши до фотографії Сергія Олександровича, він велить асистентові затвердити його на роль. Сергій Олександрович приходить на студію. Поки він приміряє генеральський мундир, один з акторів зауважує, що той постійно смикає головою. Сергій просить вибачення і пояснює, що це — результат пережитого ним великого потрясіння.
Дія переноситься на десять років назад, до Російської республіки. Жовтневий переворот в розпалі. Великий князь Сергій Олександрович, кузен імператора і командувач всіма арміями, дізнається від ад'ютанта, що під час звичайної перевірки документів у двох акторів, що розважали солдатів, впізнали небезпечних революціонерів. Князь вирішує пограти з ними у своє задоволення. Коли один з них, Лев Андрєєв, починає нахабніти, Сергій б'є його батогом по обличчю і кидає у в'язницю. Напарниця Лева, красуня Наталія Доброва, інтригує Сергія. Попри небезпеку, він бере її з собою, а через тиждень дарує їй перлове намисто. Наталя розуміє, що Сергій — людина честі, не менше, ніж вона, любить Росію. Коли вона запрошує його у свою кімнату, він зауважує прихований пістолет, але навмисно повертається до неї спиною. Вона хапає пістолет, але не може вистрілити.
Коли більшовики захоплюють поїзд, на якому їдуть Сергій і Наталя, вона вдає, ніби зневажає Сергія. Замість того щоб розстріляти його на місці, вона пропонує поставити його замість опалювача до Петрограда, де його публічно повісять. Коли всі напиваються, Наталя допомагає Сергію бігти, віддавши йому намисто для витрат на від'їзд з країни. Сергій зістрибує і з жахом бачить, як поїзд зривається з найближчого моста в крижану річку.
Десять років потому Сергій живе в злиднях, працюючи статистом в Голлівуді. Зустрівшись нарешті з режисером, Сергій впізнає його. Лев, розраховуючи принизити Сергія, затверджує його на роль російського генерала. За сценарієм генерал виголошує промову перед деморалізованими солдатами. Коли один з них намагається почати заколот, сказавши йому: «Ви вже віддали свій останній наказ», той б'є його батогом по обличчю, як колись Сергій вдарив Лева. На фільмуванні Сергій поступово втрачає почуття реальності. Уявивши, що він насправді знаходиться на полі бою, він пристрасно закликає солдатів битися за Росію. Від перенапруги він помирає, не встигнувши запитати, чи перемогли вони. Зворушений, Лев відповідає ствердно. Асистент зауважує: «Він був великим актором», на що Лев відповідає: «Він був більше ніж великим актором — він був великою людиною».

## У ролях
- Еміль Яннінгс — Сергій Олександрович
- Евелін Брент — Наталя Доброва
- Вільям Пауелл — Лев Андрєєв
- Джек Реймонд — асистент
- Ніколас Сусанін — ад'ютант
- Михаїл Візаров — охоронець

## Прототип
За повістю Ернста Любіча, прототипом головного героя став генерал Російської Армії Федір Лодиженський. Любіч зустрічався з ним в Росії, а потім в Нью-Йорку, де той відкрив російський ресторан. Одного разу Любіч зустрів колишнього генерала на студії в повному умундируванні: він шукав роботу в масовці за $7.50 на день. Любіч розповів про це Лайошу Біро, автору сюжету «Останнього наказу». Лодиженський у 1929-1935 рр. зіграв кілька ролей у кіно під ім'ям «Теодор Лоді».